# Brachycentrus appalachia
Brachycentrus appalachia is een schietmot uit de familie Brachycentridae. De soort komt voor in het Nearctisch gebied.